# Distance minimale d'intersection d'une orbite

L'orbite de (4953) 1990 MU, qui, avec une distance minimale d'intersection de l'orbite terrestre de 0.0276 AU, est classé comme un objet potentiellement dangereux

La distance minimale d'intersection d'une orbite (DMIO ; MOID en anglais pour Minimum orbit intersection distance) est, en astronomie, une mesure du risque de collision entre des objets astronomiques. Généralement la DMIO la plus intéressante est celle liée à l'orbite terrestre (DMIO terrestre, Earth MOID noté E-MOID en anglais), en particulier en ce qui concerne les objets potentiellement dangereux.
Plus précisément, la DMIO est définie comme la distance entre les points les plus rapprochés des orbites osculatrices des deux corps en question et est donc définie pour une date donnée et non pas selon l'évolution que ces orbites peuvent avoir dans le temps.